# Кіпшидзе Микола Андрійович
Микола Андрійович Кіпшидзе (6 грудня 1887, місто Горі, тепер Грузія — 6 червня 1954, місто Тбілісі, тепер Грузія) — грузинський радянський державний діяч, лікар-терапевт, завідувач кафедри внутрішніх хвороб Тбіліського медичного інституту, професор (1930), дійсний член Академії наук Грузинської РСР (1946). Депутат Верховної ради СРСР 2—3-го скликань.

## Життєпис
Народився в родині службовця-телеграфіста. У 1902 році закінчив Горійське духовне училище. З 1902 по 1908 рік навчався в 1-й чоловічій гімназії міста Тифліса.
У 1908—1914 роках — студент Військово-медичної академії в Санкт-Петербурзі. У 1910 році за участь у похоронах Льва Толстого два місяці перебував у військовій в'язниці.
З 1914 по 1918 рік — лікар російської імператорської армії в Персії, учасник Першої світової війни.
У 1918 році повернувся до Грузії, працював лікарем республіканської клінічної (колишньої Михайлівської) лікарні в Тифлісі. Потім — асистент кафедри госпітальної терапії медичного факультету Тифліського університету (Тифліського медичного інституту). З 1929 по 1930 рік практикувався в клініках міста Парижа (Франція).
З 1930 року — завідувач кафедри факультетської терапії (внутрішніх хвороб) Тбіліського медичного інституту та одночасно (з 1949 року) професор Тбіліського державного інституту удосконалення лікарів.
Був головою Вченої ради Міністерства охорони здоров'я Грузинської РСР, членом Вченої ради Міністерства охорони здоров'я СРСР, головою Товариства терапевтів Грузії, членом президії Всесоюзного терапевтичного товариства, членом редколегії журналу «Терапевтичний архів», членом бюро біологічного відділення Академії наук Грузинської РСР, головою наукової ради курорту Боржомі.
Кіпшидзе запропонував і ввів у практику живильне середовище для отримання культури деяких найпростіших — дизентерійних амеб, балантидій та інших. Ним виявлені вперше в Грузії кокцидії, лямблії, балантидії і ряд глистових захворювань. Розробив та широко популяризував консервативне лікування амебних абсцесів печінки. Автор підручників та посібників із лікування внутрішніх хвороб для студентів та лікарів грузинською мовою (6-е видання, Тбілісі, 1946).
Помер 6 червня 1954 року після короткотривалої важкої хвороби в Тбілісі.

## Нагороди
- два ордени Леніна
- орден Трудового Червоного Прапора
- орден «Знак Пошани» (22.03.1936)
- медаль «За оборону Кавказу»
- медалі
- заслужений діяч науки Грузинської РСР (1941)